# NGC 6688
NGC 6688 é uma galáxia espiral (S0-a) localizada na direcção da constelação de Lyra. Possui uma declinação de +36° 17' 22" e uma ascensão recta de 18 horas, 40 minutos e 39,9 segundos.
A galáxia NGC 6688 foi descoberta em 3 de Agosto de 1864 por Albert Marth.